# Запознай се с малките
„Запознай се с малките“ (на английски: Little Fockers) е американски комедиен филм от 2010 г. на режисьора Пол Вайц, по сценарий на Джон Хамбърг и Лари Стъки, и е третият и последен филм на филмовата поредица „Запознай се с нашите“, който служи като продължение на „Запознай се с нашите“ (2000) и „Запознай ме с вашите“ (2004). Във филма участват Робърт Де Ниро, Бен Стилър, Оуен Уилсън, Блайт Данър, Джесика Алба, Тери Поло, Лора Дърн, Харви Кайтел, Кевин Харт, Дъстин Хофман, и Барбра Страйсънд.

## Актьорски състав
| Актьор           | Роля              |
| ---------------- | ----------------- |
| Робърт Де Ниро   | Джак Бърнс        |
| Бен Стилър       | Грег Фокър        |
| Оуен Уилсън      | Кевин Роули       |
| Дъстин Хофман    | Бърни Фокър       |
| Барбра Страйсънд | Роз Фокър         |
| Блайт Данър      | Дина Бърнс        |
| Тери Поло        | Пам Бърнс         |
| Джесика Алба     | Анди Гарсия       |
| Лора Дърн        | Пруденс           |
| Кевин Харт       | Сестра Люис       |
| Дейзи Тахан      | Саманта Фокър     |
| Колин Байочи     | Хенри Фокър       |
| Томас Маккарти   | Доктор Боб        |
| Харви Кайтел     | Ранди Уейър       |
| Юл Васкез        | Джуниър           |
| Олга Фонда       | Светлана          |
| Роб Хюбъл        | Доктор            |
| Джон Димаджио    | Медицински техник |
| Джордан Пийл     | Медицински техник |
| Дийпак Чопра     | Себе си           |
| Ник Крол         | Младият доктор    |

## Награди и номинации
| Година | Награда        | Категория        | Работа                    | Резултат  |
| ------ | -------------- | ---------------- | ------------------------- | --------- |
| 2010   | Златна малинка | Най-лоша актриса | Джесика Алба              | награда   |
| 2010   | Златна малинка | Най-лоша актриса | Барбра Страйсънд          | номинация |
| 2010   | Златна малинка | Най-лош сценарий | Джон Хамбърг и Лари Стъки | номинация |

## В България
В България филмът е пуснат по кината на 24 декември 2010 г. от Форум Филм България.
На 28 октомври 2012 г. е излъчен по Нова телевизия с български дублаж за телевизията. Екипът се състои от:
| Озвучаващи артисти  | Даниела Йорданова Петя Миладинова Христина Ибришимова Николай Николов Христо Узунов Станислав Димитров |
| Преводач            | Милена Сотирова                                                                                        |
| Тонрежисьор         | Стефан Дучев                                                                                           |
| Режисьор на дублажа | Димитър Кръстев                                                                                        |